# Kristoffer Ajer
Kristoffer Vassbakk Köpp Ajer (Rælingen, 17 de Abril de 1998) é um jogador profissional de futebol norueguês que atua como zagueiro. Atualmente defende o Brentford e a Seleção Norueguesa de Futebol.

## Vida pessoal
Ajer nasceu em 17 de Abril de 1998 em Rælingen, na Noruega. Começou fazendo handebol, atletismo e hóquei de gelo antes do futebol.

## Carreira

### Start
Ele fez sua estreia profissional contra o Bodø/Glimt em 19 de Julho de 2014. O jogo ficou 2-1 pro Start.

### Celtic
No início de janeiro de 2016, Ajer teve um teste de uma semana com o clube escocês Celtic. Em 17 de fevereiro de 2016, ele assinou um contrato de quatro anos com o Celtic e se juntou ao clube em junho de 2016 por uma taxa que poderia chegar a £650.000.

### Brentford
Em 21 de julho de 2021, Ajer concluiu uma mudança para o clube da Premier League Brentford em um contrato de cinco anos por uma taxa não revelada. Ele fez sua estreia na Premier League em 13 de agosto de 2021 em uma vitória por 2 a 0 contra o Arsenal. Ele marcou seu primeiro gol pelo Brentford contra o Southampton em 7 de maio de 2022.

## Carreira internacional
Em 13 de março de 2018, Ajer recebeu sua primeira convocação para a seleção principal da Noruega para jogos amistosos contra a Austrália e a Albânia, estreando na primeira partida para homenagear seu falecido avô.

## Títulos

#### Celtic
- Scottish Premiership: 2017-18, 2018-19, 2019-20
- Copa da Escócia: 2017-18, 2018-19, 2019-20
- Copa da Liga Escocesa: 2017-18, 2018-19, 2019-20